# Tetragnatha oomua
Espèce
Tetragnatha oomua est une espèce d'araignées aranéomorphes de la famille des Tetragnathidae.

## Distribution
Cette espèce est endémique des îles Marquises en Polynésie française,. Elle se rencontre sur Nuku Hiva.

## Description
Le mâle holotype mesure 5,2 mm.

## Publication originale
- Gillespie, 2003 : Marquesan spiders of the genus Tetragnatha (Araneae: Tetragnathidae). Journal of Arachnology, vol. 31, p. 62-77 (texte intégral).